# Hāsimāra
Hāsimāra är en ort i Indien.   Den ligger i distriktet Jalpāiguri och delstaten Västbengalen, i den nordöstra delen av landet, 1 200 km öster om huvudstaden New Delhi. Hāsimāra ligger 139 meter över havet och antalet invånare är 40 000.
Terrängen runt Hāsimāra är huvudsakligen platt, men åt nordväst är den kuperad. Terrängen runt Hāsimāra sluttar söderut. Runt Hāsimāra är det tätbefolkat, med 356 invånare per kvadratkilometer. Närmaste större samhälle är Jaigaon, 11,4 km norr om Hāsimāra. Omgivningarna runt Hāsimāra är en mosaik av jordbruksmark och naturlig växtlighet.